# Tatsuya Takita
Tatsuya Takita (jap. 滝田達也 Takita Tatsuya) - japoński zapaśnik w stylu wolnym. Brązowy medal w mistrzostwach Azji w 1981.